# 北极阁
北极阁通称鸡笼山，是江苏省南京市城北的一座丘陵，北依玄武湖、明城墙，西邻鼓楼岗，东接覆舟山，是钟山延伸入南京城的余脉之一。山高约62米，周长5.3公里，因形似鸡笼，自六朝以来多称“鸡笼山”。因有鸡鸣寺，故又稱鸡鸣山。清康熙年间在山顶建北极阁，民间常以阁名指代山名，1930年北极阁拆除改建为气象台后，北极阁专指鸡笼山。
清乾隆年间鸡笼山曾以“鸡笼云树”列入“金陵四十八景”。

## 历史
据记载，南朝刘宋初年在山上建立“日观台”，又称“司天台”，专设官员观测天象气候，是南京有历史记录的第一座气象台。元至正十七年（1280年）郭守敬制作的天文仪器简仪和印仪分发全国13行省各一套，其中一套即安放在由鸡笼山日观台旧址改建的观象台。明洪武十四年（1381年），将观象台扩建为钦天台，从元大都运来宋元两代的天文仪器，并增添浑天仪等新铸仪器，鸡笼山此时改称钦天山。永樂遷都到北京後，钦天台逐渐荒废。清军攻陷南京后，康熙七年（1668年）清廷下令将钦天台天文仪器全部运往北京。
清康熙二十三年，康熙帝下江南时在鸡笼山顶眺望后湖，题写“旷观”二字。次年，两江总督王新命等人在山顶建造万寿阁和御碑亭（旷观亭），并立碑记录经过。由于万寿阁位于明代北极真武庙后上方，因此又称北极阁。此后鸡笼山上又新添望湖、涵虚、阆风、齐云四楼，乾隆年间以“鸡笼云树”列入金陵四十八景。咸丰三年（1853年），北极阁等建筑毁于太平天国战争，同治十年（1871年）重建。1911年辛亥革命时，北极阁是清江南提督张勋的指挥部，被江浙联军炮轰严重受损。
1927年，竺可桢筹建中央研究院气象研究所，1930年经蔡元培、竺可桢建议，将北极阁拆除改建为气象台，主要建筑包括一座由杨廷宝设计的两层砖木结构的仿古建筑，以及一座三层、六角形、高14米的钢筋水泥结构的气象观测台。中华人民共和国成立后，在此设立江苏省气象台和江苏省气象研究所。2002年，“北极阁气象台旧址”登录为江苏省文物保护单位，2013年升格为全国重点文物保护单位。2010年，中国气象局与江苏省在北极阁设立中国北极阁气象博物馆。

## 周边
- 明洪武年间，在鸡笼山东麓兴建鸡鸣寺，故又稱鸡鸣山。
- 明洪武年间，在鸡笼山一带设“十庙”，现存武庙遗址。民国时为考试院，现为南京市人民政府驻地。
- 明洪武年间，在鸡笼山南设国子监，清初改为江宁府学。清末在国子监旧址上建立三江师范学堂，民国时发展为中央大学。现为东南大学四牌楼校区。
- 民国时在鸡鸣山南麓建立中央研究院，现址为中国科学院南京分院和中国科学院古生物研究所。

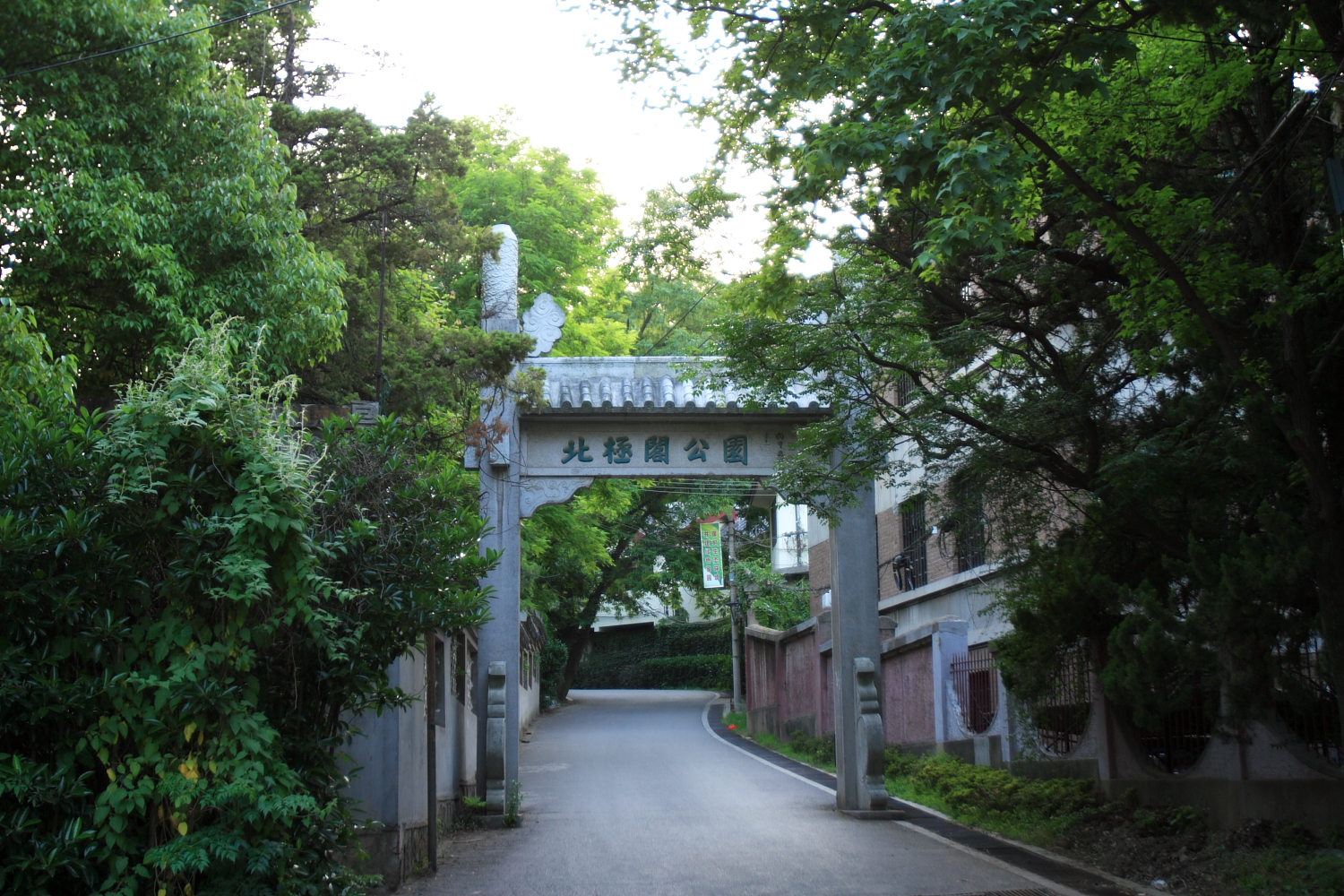
北极阁公园大门。